# Gonzalo Sosa
Gonzalo Ariel Sosa (* 4. Januar 1989 in Santa Fe, Provinz Santa Fe) ist ein argentinischer Fußballspieler auf der Position des Stürmers.

## Karriere
Sosa kam aus der Jugend von Unión Santa Fe und begann seine professionelle Karriere bei Club Atlético Atlanta in der Primera B Metropolitana, der dritthöchsten Spielklasse in Argentinien. 2011 stieg er mit dem Verein in die Primera B Nacional auf, wechselte aber zum Ligakonkurrenten. In den Folgejahren spielte er für weitere unterklassige Teams in Argentinien. 2017 ging er dann zum chilenischen Zweitligisten CD Magallanes. In zwei Jahren erzielte der Stürmer für den Klub 15 Tore in 40 Partien. 2019 wechselte Sosa dann zum Ligakonkurrenten Deportes Melipilla. Mit dem Verein konnte er 2020 die Aufstiegsspiele trotz Platzverweises Sosas gewinnen und so in die Primera División aufsteigen. In seiner ersten Erstligasaison gewann der Stürmer von Melipilla mit 23 Saisontreffern die Torjägerkrone, gemeinsam mit Fernando Zampedri von Universidad Católica. Durch den Zwangsabstieg aufgrund finanzieller Schwierigkeiten von Melipilla wechselte Sosa 2022 zu Mazatlán FC in die Liga MX.
2023 kam der Stürmer wieder nach Chile zurück und schloss sich Audax Italiano. Nach einem Jahr bei den Italicos wechselte Sosa zum CD Palestino, der sich für die Copa Libertadores 2024 hatte. Im Dezember 2024 gab er seinen Wechsel zu Ñublense bekannt.

## Erfolge
Club Atlético Atlanta
- Primera B Metropolitana: 2010/2011

## Auszeichnungen
- Torschützenkönig der chilenischen Primera División 2021 (23 Tore)